# Paljakka ja Latvavaara
Paljakka ja Latvavaara este o arie protejată (arie specială de conservare — SAC, sit de importanță comunitară — SCI) din Finlanda întinsă pe o suprafață de 3.119 ha, integral pe uscat.

## Localizare
Centrul sitului Paljakka ja Latvavaara este situat la coordonatele 64°42′39″N 28°02′16″E / 64.7108°N 28.0378°E.

## Înființare
Situl Paljakka ja Latvavaara a fost declarat sit de importanță comunitară în august 1998 pentru a proteja 1 specie de plante și 3 specii de animale. Situl a fost protejat și ca arie specială de conservare în aprilie 2015.

## Biodiversitate
Situată în ecoregiunea boreală, aria protejată conține 11 habitate naturale: Lacuri și iazuri distrofice naturale, Cursuri de apă de la nivel de câmpie la nivel montan, cu vegetație Ranunculion fluitantis și Callitricho-Batrachion, Turbării active, Mlaștini turboase de tranziție și turbării mișcătoare, Izvoare fino-scandinave și mlaștini produse de izvoare bogate în minerale, Izvoare petrifiante cu formare de travertin (Cratoneurion), Mlaștini alcaline, Turbării Aapa, Taiga vestică, Păduri fino-scandinave bogate în ierburi cu Picea abies, Mlaștini împădurite.
La baza desemnării sitului se află mai multe specii protejate:
- plante (1): Cinna latifolia
- mamifere (2): vidră de râu (Lutra lutra), veveriță zburătoare siberiană (Pteromys volans)
- nevertebrate (1): Pytho kolwensis

Pe lângă speciile protejate, pe teritoriul sitului au mai fost identificate 7 specii de plante, 7 specii de păsări, 3 specii de mamifere, 7 specii de pești.